# Kristi Leskinen
Kristina „Kristi“ Leskinen (* 10. Februar 1981 in Uniontown, Pennsylvania) ist eine ehemalige US-amerikanische Freestyle-Skierin. 

## Werdegang

### Sport
Leskinen, die finnischer Abstammung ist, gewann bei der Freestyle-Skiing-Weltmeisterschaft 2005 in Ruka die Silbermedaille in der Halfpipe. Bei den Winter-X-Games in Aspen im gleichen Jahr gewann sie Bronze in der Superpipe. Bei den Gravity Games gewann Leskinen 2005 das Halfpipe-Rennen.

### Model und TV
Bereits während ihrer aktiven Karriere war Leskinen als Model und Pin-up-Girl aktiv und war 2004 auf dem Titel des jährlichen Fotobands des Powder-Magazins. 2005 wurde sie in die 100 Hottest Women of 2005 durch die Zeitschrift FHM gewählt. 2009 nahm sie an der TV-Show The Superstars des TV-Senders ABC teil. Gemeinsam mit Maksim Chmerkovisky von Dancing with the Stars gewann sie die Show.
Leskinen drehte bereits während ihrer Sportlerkarriere Filme über das Freestyle-Skiing sowie auch in ihrer Freizeit beim Wakeboarden.
Leskinen ist mit Russel Thornton verheiratet. Sie hat drei Brüder und zwei Schwestern.